# I 14 della Bond Street
I 14 della Bond Street è un film del 1973 diretto da David Hemmings.
Trasmesso alla 23ª edizione del Festival internazionale del cinema di Berlino dove ha vinto l'Orso d'argento, il film tratta del destino di quattordici bambini nella zona ovest di Londra che sono rimasti orfani dopo la morte della loro madre single.

## Riconoscimenti[1]
- 1973 - Festival internazionale del cinema di Berlino
  - Orso d'argento
  - Premio delle giurie indipendenti - Raccomandazioni
  - Medaglia d'oro IWG
  - Nomination Orso d'oro

## Distribuzione
Il film uscì in Italia nel 1978.
È stato distribuito nel 2010 in DVD in edizione limitata dalla Mosaico Media con il titolo I 14 di Bond street.